# Avalanche de Peões
Avalancha de Peões é uma expressão utilizada por Aaron Nimzowitsch, em sua obra-prima Mein System, para denominar o avanço de peões com uma ideia pré-estabelecida.

## Tipos
São quatro os tipos de avalanchas de peões:
- Ataque Simples de Peões
- Maioria Qualitativa
- Maioria Quantitativa
- Minoria Agressiva

Segundo o teórico brasileiro Henrique Marinho em seu manuscrito Avalancha de Peões (1960): "Todo ataque de peões encontra-se numa dessas divisões e que serão tratadas oportunamente em separado."